# Milanowska Wólka
Milanowska Wólka – wieś w Polsce położona w województwie świętokrzyskim, w powiecie kieleckim, w gminie Nowa Słupia.
| SIMC    | Nazwa         | Rodzaj    |
| ------- | ------------- | --------- |
| 0255467 | Wólka-Parcela | część wsi |

Przez wieś przebiegają drogi wojewódzkie DW753 i DW756 oraz przechodzi  zielony szlak turystyczny z Łagowa do Nowej Słupi.
W Milanowskiej Wólce znajduje się Centrum Edukacyjne Wojewódzkiego Ośrodka Metodycznego w Kielcach, w którym prowadzone są szkolenia nauczycieli z całej Polski.

## Historia
Od roku 1351 własność klasztoru świętokrzyskiego.
W roku 1553 Zygmunt August przenosi na prawo niemieckie wyliczone wsie klasztoru świętokrzyskiego, w tym Wólkę Milanowską.
W latach 1571, 1577, 1578 1586 Maciej Lesiecki opat i konwent świętokrzyski, potrzebując środków na restaurację walących się zabudowań klasztornych, oddają w dożywocie Stanisławowi Uzanowskiemu z Uzanowa i jego żonie Katarzynie z Malic, zasłużonym obrońcom dóbr klasztornych, zaniedbaną wieś Wólkę Milanowską, upoważniając ich do usunięcia osób podających się za sołtysów (occupatoribus seu scultetis).
W 1920 r. wieś miała obszar 268 ha. Znajdowało się tu 29 gospodarstw. Milanowską Wólkę zamieszkiwało 205 osób. W 1921 r. powstała szkoła jednoklasowa. Obwód szkolny tworzyły wsi Wólka Milanowska i Trzcianka. Pierwszą nauczycielką została Michalina Załubska. W latach 1930–1935 w czteroklasowej już szkole uczyło się 80 dzieci. W 1939 r. było ich 110.
29 czerwca 1942 r. na oczach miejscowej ludności Niemcy rozstrzelali 12 mieszkańców wsi. W miejscu tym znajduje się płyta pamiątkowa.
W latach 1975–1998 miejscowość administracyjnie należała do województwa kieleckiego.
W 1991 r. wieś miała 250 mieszkańców.